# Língua bulu
Bulu é a língua dos Beti-Pahuin (povo Bulu) de Camarões. A língua tinha 174 mil falantes nativos em 1982, com cerca de 800 mil falantes como língua secundária em 1991. Grupos coloniais e missionários anteriormente usavam Bulu como uma "lingua franca" na região com fins comerciais, educacionais e religiosos, sendo hoje é cada vez mais frequente nessas esferas. 

## Dialetos
Os dialetos incluem Bene, Yelinda, Yembana, Yengono e Zaman.

## Geografia
Os falantes de Bulu concentram-se principalmente na Região Sul (Camarões), com o maior número em Ebolowa e Sangmelima. Alguns falantes vivem na divisão de Nyong-et-Mfoumou de Centro (Camarões) e Divisão Haut-Nyong da Região Leste (Camarões).

## Classificação
Bulu é uma língua Banta. Seria um dialeto da língua beti, sendo inteligível com as línguas eton, euondo e fang.

## Escrita
Bulu foi escrito pela primeira vez na década de 1880 por missionários americanos com uma versão do alfabeto latino conhecido como o Alfabeto EPC ou “L'alphabet de l'église presbytérienne du Cameroun” (o alfabeto da igreja presbiteriana de Camarões). Há também uma forma de escrever Bulu com o alfabeto geral das línguas cameronesas (AGLC) ou PROPELCA, que foi desenvolvido no final da década de 1970.

### EPC
Não usa as letras Q e X; usa as formas Ñ. É, Ô e apóstrofo (‘); e os grupos Aé, Oó, Ôé, Gb, Kp, Ny

### PROPELCA
Não usa as letras Q e X; usa as formas Ə, ƞ, Ɔ e apóstrofo (‘);e também os grupos Aé, Oó, Ôé, Gb, Kp, Ny 
ƏƞƆ

## Amostra de texto
Pai Nosso
A Tate wongan ô ne e yôb, jôé dôé e bo’o étyi. Ejôé jôé é za’ak, Nkômbane wôé ô boba’ane fe e si nyô aval ane yôb été. Va’a bia den bidi biangan ya môs ôse. Jamé’é bia memvôla mangan, aval ane bia fe bi jaméya bôt be bili bia memvôla. Te kee bia e meve’ele été, ve vaa bia e be mbia môt. Amu Ejôé a Ngu a Duma, bi ne émbiôé, nnôm éto. Amen. Source: 